# Ministère du Travail et de la Fonction publique (Bénin)
Le Ministère du Travail de la Fonction publique est le département ministériel du gouvernement béninois chargé de la définition, la mise en œuvre et le suivi-évaluation de Ia politique de l'Etat en matière de travail, de la fonction publique et de réforme administrative conformément aux lois et règlements et lois en vigueur au Bénin.

## Mission
La mission du Ministère du Travail et de la Fonction Publique consiste à formuler, concevoir et évaluer la politique gouvernementale concernant l'emploi et la fonction publique, tout en surveillant les changements administratifs et institutionnels conformément à la législation actuelle.

## Attributions
Le MTFP a pour responsabilités :
En ce qui concerne la promotion du travail :
- Élaborer, surveiller et contrôler la législation relative à l'emploi et à la protection sociale.
- Définir et suivre la mise en œuvre des politiques visant à promouvoir un travail décent dans tous les secteurs, en collaboration avec d'autres ministères spécialisés.
- Définir et suivre la mise en œuvre de la politique de sécurité sociale pour les travailleurs de l'économie formelle et informelle.
- Définir et suivre la mise en œuvre de la politique de lutte contre le travail des enfants.

En ce qui concerne la fonction publique :
- Définir, suivre et évaluer, en collaboration avec d'autres ministères spécialisés, les politiques et stratégies de gestion des ressources humaines de l'État.
- Élaborer, suivre et adapter les textes régissant la fonction publique d'État et territoriale en fonction des besoins et des exigences du progrès et de la modernisation.
- Concevoir et suivre la mise en œuvre d'un système intégré de gestion des ressources humaines de l'État.
- Définir et suivre la mise en œuvre de la politique de formation continue et d'évaluation des performances des agents de l'État.
- Gérer les éléments constituant la base de la rémunération des agents de l'État, y compris un système d'information statistique efficace en collaboration avec le ministère des Finances.

En ce qui concerne le suivi des réformes administratives et institutionnelles :
- Assurer le suivi des réformes administratives et institutionnelles adoptées par le gouvernement.
- Stimuler et coordonner les réformes visant à promouvoir une administration publique orientée vers le développement.
- Appuyer les ministères spécialisés dans la conception de politiques et stratégies de réformes globales et sectorielles, ainsi que dans le suivi de leur mise en œuvre effective.
- Fournir des informations pertinentes au ministère chargé du Numérique en ce qui concerne la dématérialisation des services publics.
- Identifier et proposer des mesures et des actions visant à renforcer les capacités des agents de l'État en matière de conduite efficace des réformes administratives et institutionnelles.
- Promouvoir des valeurs morales et éthiques fondées sur la primauté de l'intérêt général, la culture du travail bien fait, le sens du bien commun, la responsabilité et le patriotisme.

## Liste des ministres
- Mëmouna Kora Zaki Leadi
- Emmanuel Tiando
- Charles Kint Aguiar